# Tandilia songoensis
Tandilia songoensis là một loài bướm đêm trong họ Noctuidae.